# Lenny Henry
Sir Lenworth George Henry (Dudley, 29 agosto 1958) è un attore, comico, cantante, conduttore televisivo e scrittore britannico È uno dei due fondatori dell'ente di beneficenza Comic Relief.

## Biografia
Nato da genitori giamaicani, ha sei fratelli.
Nel 1984 ha sposato l'attrice Dawn French da cui ha divorziato nel 2010; hanno adottato una bambina Billie nata nel 1991.
Noto come comico ma anche come attore per aver recitato in diversi film, tra cui Harry Potter e il prigioniero di Azkaban.

## Filmografia

### Attore

#### Cinema
- Il club dei suicidi (The Suicide Club), regia di James Bruce (1987)
- Cambio d'identità (True Identity), regia di  Charles Lane(1991)
- Harry Potter e il prigioniero di Azkaban (), regia di Alfonso Cuarón (2004)
- MirrorMask, regia di Dave McKean (2005)
- Penelope, regia di Mark Palansky (2006)
- Jay Kelly, regia di Noah Baumbach (2025)

#### Televisione
- The Fosters – serie TV, 27 episodi (1976-1977)
- The Young Ones – serie TV, episodio 2x06  (1984)
- Hope & Glory – serie TV, 16 episodi (1999-2000)
- Broadchurch – serie TV, 8 episodi (2017)
- Doctor Who – serie TV, 2 episodi (2020)
- Il Signore degli Anelli - Gli Anelli del Potere (The Lord of the Rings: The Rings of Power) – serie TV, 6 episodi (2022)
- The Witcher: Blood Origin – miniserie TV, 4 puntate (2022)

### Doppiatore
- Big & Small – serie TV, 37 episodi (2008-2011)
- Pirati! Briganti da strapazzo (The Pirates! Band of Misfits), regia di Peter Lord e Jeff Newitt (2012)
- The Sandman – serie TV, 2 episodi (2022)

## Doppiatori italiani
Nelle versioni in italiano delle opere in cui ha recitato, Lenny Henry è stato doppiato da:
- Massimo Corvo in Cambio d'identità
- Marco Mete in Harry Potter e il prigioniero di Azkaban
- Fabrizio Pucci in The Witcher: Blood Origin
- Edoardo Siravo ne Il Signore degli Anelli - Gli Anelli del Potere
- Stefano Mondini in Missing You

Da doppiatore è stato sostituito da:
- Alessandro D'Errico in Big & Small (Big)
- Luca Sandri in Big & Small (Small)
- Diego Suarez in Pirati! Briganti da strapazzo
- Nicola Braile in The Sandman